# Force aérienne (Belgique)
La Force aérienne (en néerlandais Luchtmacht) est l'une des cinq forces constituant les Forces armées belges. Avant de retrouver son nom d'origine, le 21 juillet 2025, elle s'intitulait Composante air (en néerlandais Luchtcomponent).
Son commandant en chef est le général-major Geert de Decker depuis le 20 mars 2025.

## Histoire

### Début et Première Guerre mondiale
L'histoire de la force aérienne de l'Armée belge commence en 1909 avec la création de la « Compagnie des ouvriers et aérostiers ». En 1910, le ministre de la Guerre, le général Hellebaut, décide, après son baptême de l'air, de faire acquérir des « aéroplanes ».
Le 5 mai 1911 un Farman type 1910 est livré, suivi d'un second le 24 mai et de deux autres en août de la même année. La « Compagnie des aviateurs » est créée par arrêté royal le 16 avril 1913. En août 1914, cette compagnie dispose de 22 appareils. Elle devient l'« Aviation militaire belge » le 20 mars 1915. La première escadre de chasse est créée avec trois escadrilles en 1918, sous le nom de groupe de Chasse, et peut engager quarante avions.

### Entre-deux-guerres

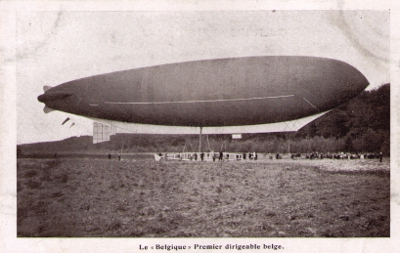
Le premier dirigeable belge, Belgique.

« L'aviation militaire belge » devient ensuite « l'Aéronautique militaire - Militair Vliegwezen » le 1er mars 1920. Durant la Première Guerre mondiale, le député Valentin Brifaut est pilote de chasse au sein de l'armée ; il milite par la suite pour le développement de cette force au sein de l'armée belge.

### Seconde Guerre mondiale

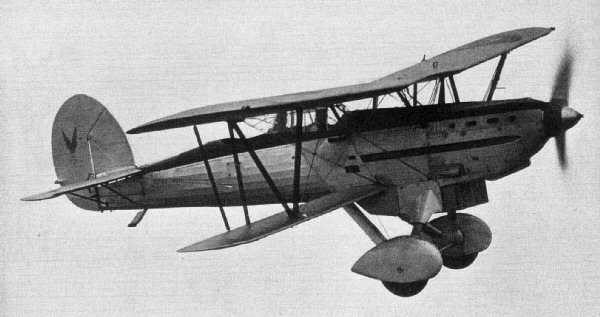
Un Fairey, l'avion le plus répandu du parc aérien belge.

À la veille de la Seconde Guerre mondiale, l'aéronautique militaire dispose de 250 appareils dont la majorité sera détruite au sol dès l'ouverture des hostilités, le 10 mai 1940.
- 60 chasseurs modernes avaient été commandés aux États-Unis, mais ne furent pas livrés à temps.
- On compte, au moment de l'attaque allemande, 377 avions, dont 140 appareils de combat n'en comprenant qu'une soixantaine pouvant être considérés comme modernes, quoique dépassés par les avions allemands sur le plan de la vitesse. Les deux tiers de ces appareils seront détruits au sol lors de l'attaque de la Luftwaffe du 10 mai. Les autres se sacrifieront, d'abord sur le canal Albert pour les bombardiers légers, les autres principalement pour le réglage à partir d'avions des tirs de l'artillerie contre les divisions allemandes. Des Renard R.31, avion de conception et de fabrication belge, parviendront à mener une cinquantaine de mission d'observation et d'attaque au sol. Dans l'ensemble, les avions militaires qui réchapperont des combats, volant de terrains de fortune en terrains improvisés, finiront en panne de carburant et seront sabordés le 28 mai.

Cette force aérienne se répartit comme suit :
- trois régiments d'aéronautique :
  - 1er Aé : six groupes de reconnaissance, chacun d'eux était détaché auprès d'un corps d'armée. Matériel : des avions belges Renard R.31. Ces appareils furent utilisés pour des réglages de tirs d'artillerie et, faute de mieux, pour des attaques au sol.
  - 2d Aé : trois groupes de trois escadrilles de chasse. Matériel très diversifié et généralement dépassé, exception faite des nouveaux chasseurs Hawker Hurricane.
  - 3e Aé : trois groupes de trois escadrilles de bombardement et de Recce de jour et de nuit. Matériel, essentiellement Fairey Battle.
- deux compagnies d'aérostiers avec chacune un ballon captif.

| Avion                       | Origine          | Type                                 | Année d'acquisition | En service |
| --------------------------- | ---------------- | ------------------------------------ | ------------------- | ---------- |
| Fairey Battle               | Royaume-Uni      | Bombardement léger                   | 1938                | 16         |
| Fairey Fox                  | Royaume-Uni      | Bombardement léger et observation    | 1933–1938           | 154        |
| Fiat CR.42                  | Italie           | Chasseur                             | 1940                | 27         |
| Fokker F.VII                | Pays-Bas         | Transport                            | 1935                | 9          |
| Gloster Gladiator           | Royaume-Uni      | Chasseur                             | 1937                | 22         |
| Hawker Hurricane            | Royaume-Uni      | Chasseur                             | 1939                | 20         |
| Koolhoven FK.56             | Pays-Bas         | Entrainement avancé                  | 1940                | 12         |
| LACAB GR.8                  | Belgique         | Prototype de bombardier              | 1936                | 1          |
| Morane-Saulnier MS.230      | France           | Observation                          | 1932                | 23         |
| Potez 33                    | France           | Bombardement léger et reconnaissance | 1930                | 10         |
| Renard R.31                 | Belgique         | Observation                          | 1935                | 33         |
| Renard R.38                 | Belgique         | Prototype de chasse                  | 1940                | 1          |
| SABCA S-47 / Caproni Ca.335 | Belgique/ Italie | Prototype de bombardier léger        | 1940                | 1          |
| Savoia-Marchetti SM.73      | Italie           | Transport                            | 1940                | 8          |
| Savoia-Marchetti SM.83      | Italie           | Transport                            | 1940                | 3          |
| Stampe-et-Vertongen SV-5    | Belgique         | Entrainement                         | 1936                | 21         |
| Stampe-et-Vertongen SV-22   | Belgique         | Entrainement                         | 1933                | 10         |
| Stampe-et-Vertongen SV-26   | Belgique         | Entrainement                         | 1933                | 10         |

Durant la Seconde guerre mondiale, de nombreux pilotes belges s'illustrèrent dans la Royal Air Force dans trois escadrilles entièrement belges.

### Après guerre
Le 15 octobre 1946 l'« Aviation militaire belge - Belgisch militair vliegwezen » est créée à Haren (Bruxelles). Elle est pour la première fois une arme indépendante de l'armée de terre. Le 15 janvier 1949 elle est rebaptisée la « Force aérienne belge - Belgische Luchtmacht - Belgian Air Force ». Elle se développe au sein de l'OTAN durant la guerre froide. En 1989, sur quelque 250 avions au total, la chasse dispose d'environ 130 F-16 - acheté dans le cadre du marché du siècle signé le 9 juin 1975 et livrée par la SONACA à partir du 26 janvier 1979- et d'une centaine de Mirage 5 - retiré du service en 1995 - et se concentre sur la défense de l'Europe occidentale et dispose entre autres de bombes nucléaires américaines sous double clés.

### Fin de la guerre froide
Dans les années 1990, alors qu'elle divise son parc aérien par cinq, elle modernise en profondeur ses appareils et renouvelle ses munitions lui permettant d'agir en opérations extérieures au sein d'une coalition.

### XXIesiècle
Un arrêté royal du 21 décembre 2001 le renomme composante air. À la suite d'un accord officialisé le 4 mars 2015, depuis 2017, la police du ciel au-dessus du territoire du Benelux est conduite conjointement avec la Force aérienne royale néerlandaise.

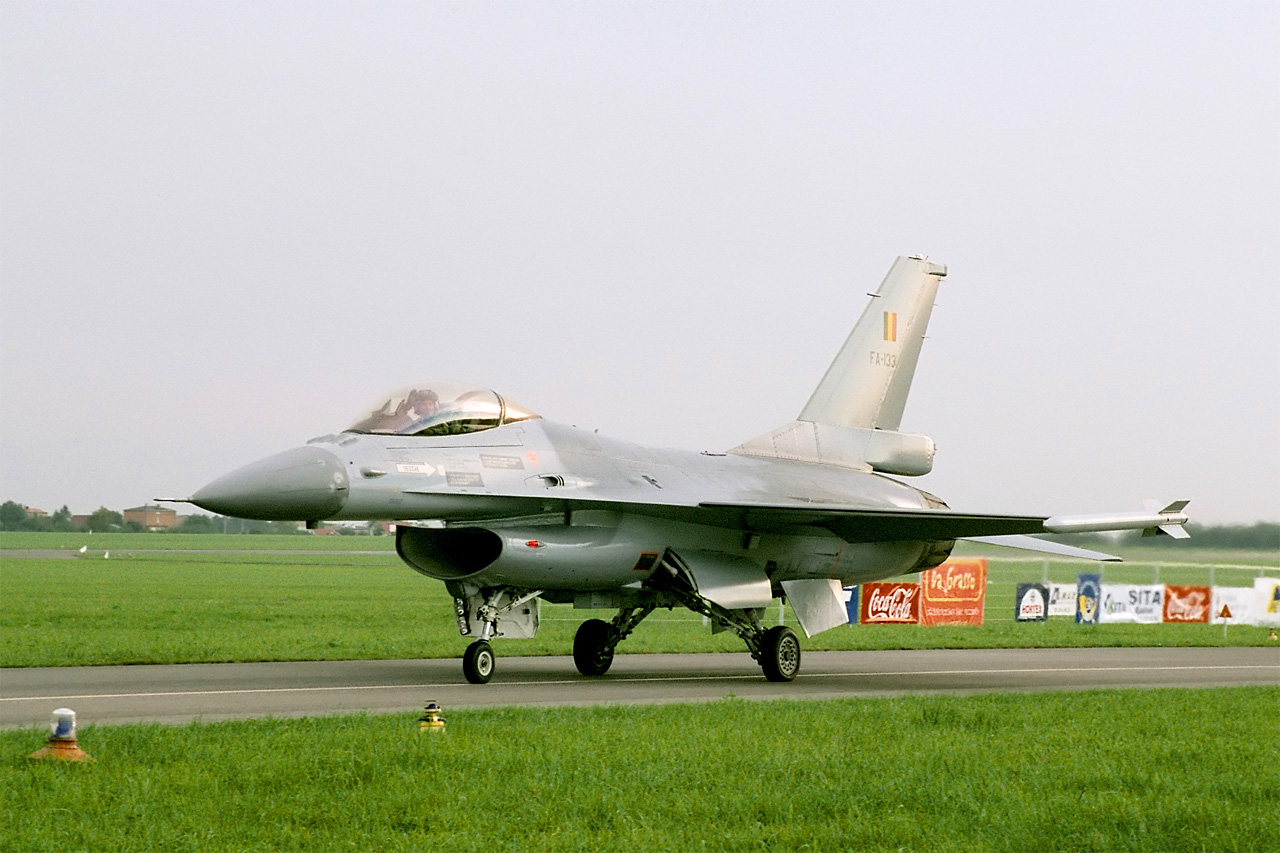
Un F-16 Fighting Falcon de la composante air.

En 2016, elle dispose de 54 F-16, équipés de missiles AMRAAM et Sidewinder, et prévoit de recevoir 34 nouveaux chasseurs F-35 à partir de 2025, ses 11 C-130H de transport seront remplacés par sept A400M (plus un appareil du Luxembourg intégré à la flotte belge) entre 2019 et 2021.

## Engagements
Avec son format dans les années 2010 de 54 chasseurs F-16, la force aérienne belge veut pouvoir en déployer dix simultanément sur deux théâtres d'opérations et en avoir trois en Quick Reaction Alert sur le territoire belge; avec les 34 appareils devant les remplacer à partir de 2025, il prévu un déploiement de six chasseurs en permanence plus quatre par intermittence.
Douze F-16 de la Composante Air présents à Amendola (it) ont effectué 679 sorties de combat durant la guerre du Kosovo en 1999 et ont largué dans le cadre de l'Opération Allied Force 279 bombes et missiles.
De 2008 à 2014, d'abord quatre, puis six F-16 sont déployés à Kandahar, en support des opérations de l'OTAN dans le sud de l'Afghanistan (opérations de l'ISAF).
Durant l'intervention militaire de 2011 en Libye, six F-16 déployés depuis la base aérienne d'Araxos en Grèce et interviennent depuis le 21 mars 2011. Au 18 mai 2011, ils ont largué une centaine de bombes qui ont précisément détruit 7 avions, 8 hangars à avions, 1 système de défense aérienne, 5 chars, 16 autres véhicules, 31 bunkers et bunkers à munitions ainsi que 2 bunkers de commandement et contrôle. Au 22 août, ils ont effectué 1 880 heures de vol cumulées et largué 365 bombes. Au total, à la fin de l'intervention, 472 bombes ont été larguées. Le coût du déploiement de ce détachement est estimé à 36,4 millions d'euros sur 44 millions d'euros qu'a coûté la participation belge à ce conflit.
Depuis le début des tensions entre la Russie et ses pays frontaliers, à la suite de la crise ukrainienne née en novembre 2013, la Composante air belge a participé à cinq reprises à la défense de l'espace aérien de l'Estonie, de la Lettonie et de la Lituanie en date de janvier 2016, États ayant un équipement aérien très réduit.
Depuis fin 2014, une escadrille de F-16 est déployée en Jordanie dans le cadre de la guerre contre l'État islamique.

## Matériel
| Aéronefs                              | Origine          | Type                                                                 | En service en 2024                                          | Versions |                 |                 |
| Avion de chasse                       | Avion de chasse  | Avion de chasse                                                      | Avion de chasse                                             | Avion de chasse | Avion de chasse | Avion de chasse |
| ------------------------------------- | ---------------- | -------------------------------------------------------------------- | ----------------------------------------------------------- | --- | --------------- | --------------- |
| General Dynamics F-16 Fighting Falcon | États-Unis       | Avion multirôle                                                      | 42                                                          | Standard Mid-Life Update M6.1 ,. |                 |                 |
| Lockheed Martin F-35 Lightning II     | États-Unis       | Avion multirôle                                                      | 8en service sur 34 commandés. + 11 en attente de commande.  | F35A (Remplacerons les F-16). 8 Appareils seront basés aux USA pour la formation des pilotes, les 26 restants seront basés en Belgique à Florennes et Kleine Brogel. Commande de 11 appareils supplémentaires confirmés en conseil des ministres en juillet 2025, ils seront commandés courant 2026.                               |                 |                 |
| Avion de transport                    |                  |                                                                      |                                                             | |                 |                 |
| Airbus A400M                          | Union européenne | Avion de transport                                                   | 7                                                           | |                 |                 |
| Dassault Falcon 7X                    | France           | Avion de liaisons rapides et de transport d’état-major               | 2                                                           | 2 Dassault Falcon 7X loués à Abelag Aviation. |                 |                 |
| Avion d'entraînement                  |                  |                                                                      |                                                             | |                 |                 |
| SIAI-Marchetti SF-260                 | Italie           | Avion d’entraînement basique et intermédiaire                        | 28                                                          | SF-260D et SF-260M+. |                 |                 |
| Hélicoptère                           |                  |                                                                      |                                                             | |                 |                 |
| Agusta A.109 Hirundo                  | Italie           | Hélicoptère de reconnaissance armée et de lutte antichar             | 10                                                          | A109BA |                 |                 |
| NH-Industries NH90                    | Union européenne | Hélicoptère d’assaut, de soutien maritime, et de recherche-sauvetage | 8                                                           | - 4 NH90NFH - 4 NH90TTH Note: - 1 des 4 NH90NFH a été upgradé pour la lutte anti sous marine. - Le gouvernement belge a décidé de ne plus utiliser les 4 NH90TTH en opération, leur utilisation est limitée au sol belge, étant donné leurs couts d'utilisation élevés, les appareils seront retirés du service en septembre 2025. |                 |                 |
| Drone                                 |                  |                                                                      |                                                             | |                 |                 |
| MQ-9 Reaper                           | États-Unis       | Drone de surveillance et de combat                                   | 1 livré sur 4 commandés. Le premier sera livré en fin 2024. | MQ-9B SkyGuardian |                 |                 |

| Airbus A330 MRTT | Union européenne | Avion de Ravitaillement en vol | 10 | Participation de la Belgique dans l'achat des 10 avions appartenant à l'OTAN, commandés dans le cadre du programme d'une unité multinationale MRTT (MMU) signé par l'Allemagne, la Norvège, la République tchèque, les Pays-Bas, la Belgique et le Luxembourg. Les avions sont immatriculés aux Pays Bas et portent la cocarde de l'armée de l'air néerlandaise car ils sont basés sur la base opérationnelle principale d'Eindhoven (Pays-Bas). Chaque pays participant se voit octroyer un nombre d'heures de vol par an prédéfinis sur les appareils, le quota du nombre d'heures de la composante air est de 2100 heures par an. |

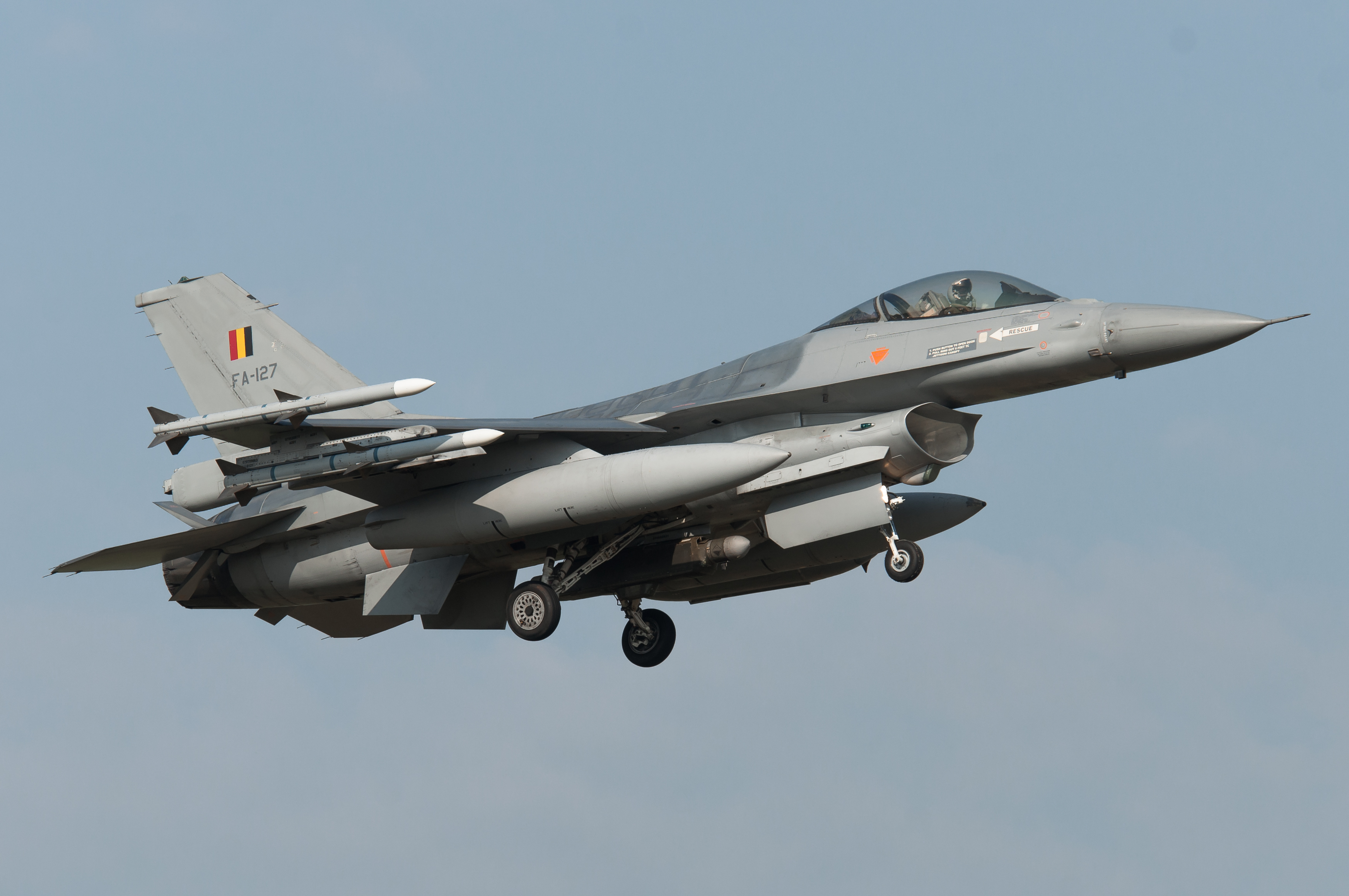
Un F-16 Fighting Falcon au décollage.
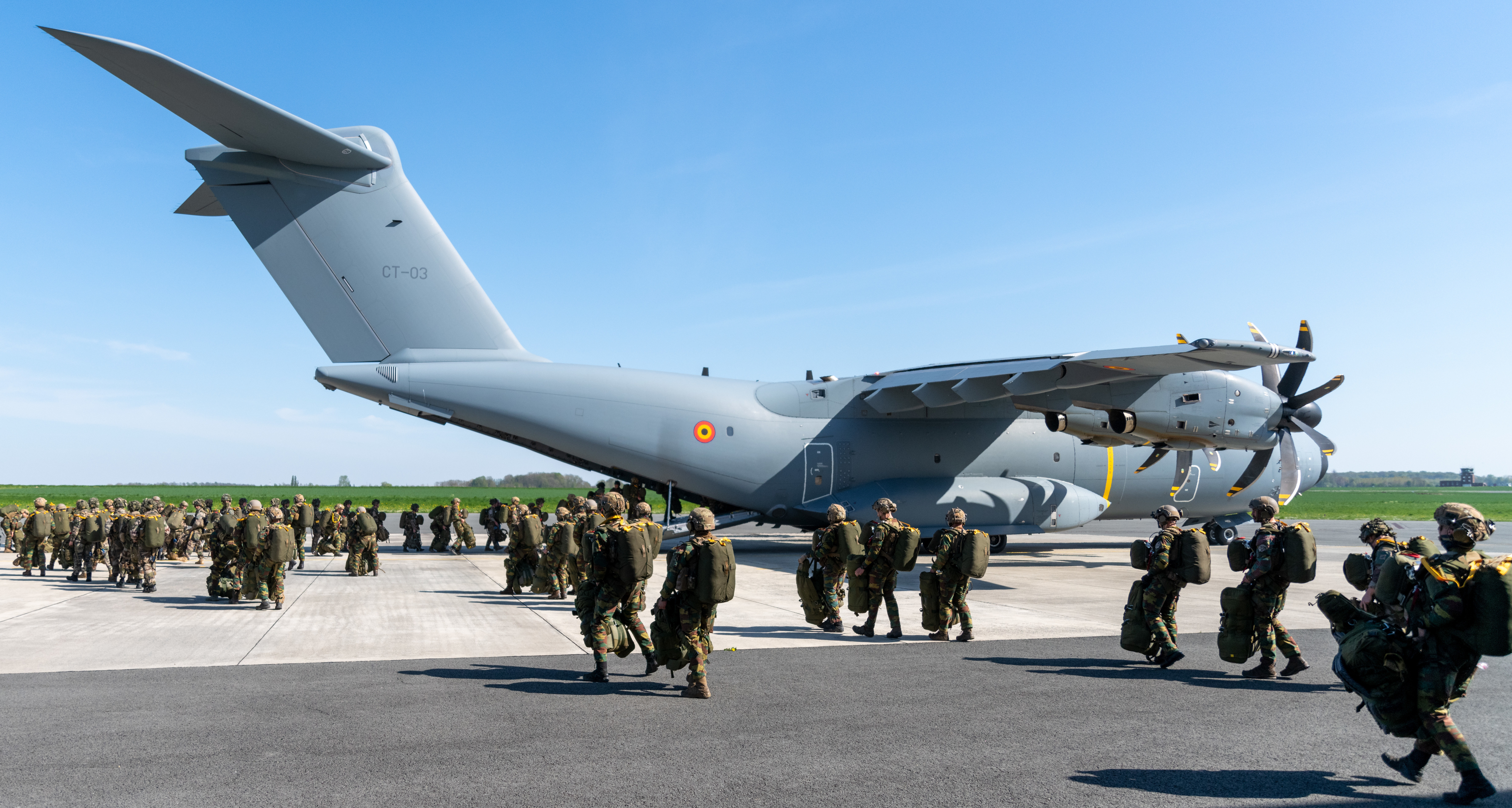
Un Airbus A400M sur la base de Chièvres.
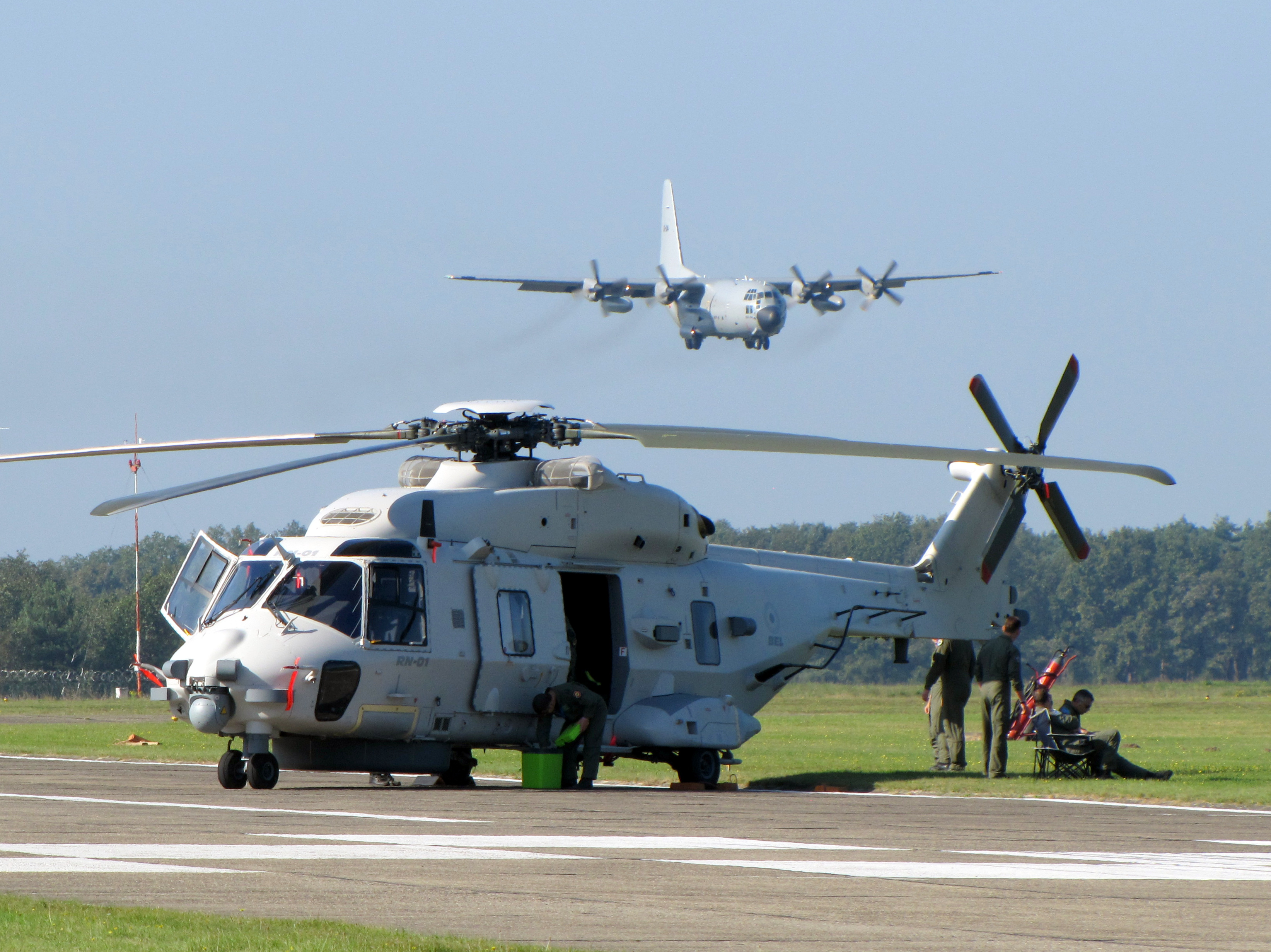
Un hélicoptère NH-Industries NH90.

## Futurs aéronefs
| Aéronefs           | Origine            | Type                                | En service en 2024                                          | Versions |                    |                    |
| Avion de transport | Avion de transport | Avion de transport                  | Avion de transport                                          | Avion de transport | Avion de transport | Avion de transport |
| ------------------ | ------------------ | ----------------------------------- | ----------------------------------------------------------- | --- | ------------------ | ------------------ |
| STAR Plan          |                    | Avion de transport STOL             | 5 à commander                                               | Acquisition de 5 aéronefs « Special Operations Aviation Fixed Wing » (SOF Air FW) dans le cadre d’une capacité STOL (Short Takeoff and Landing). Modèle à déterminer. Cette nouvelle capacité devrait être pleinement opérationnelle en 2029. |                    |                    |
| Hélicoptère        |                    |                                     |                                                             | |                    |                    |
| Eurocopter EC145   | Union européenne   | Hélicoptère de reconnaissance armée | 0 sur 15 commandés                                          | 15 à livrer. Remplaceront les A109. Contrat passé début 2024. |                    |                    |
| STAR Plan          |                    | Search and rescue helicopter        | 0 commandé                                                  | Future commande de 4 hélicoptères SAR, modèle à déterminer. |                    |                    |
| STAR Plan          |                    | Hélicoptère de Transport Lourd      | 0 commandé                                                  | Étude de marché pour l'acquisition d'hélicoptères lourds destinés au transport de troupe. Modèle à définir. |                    |                    |
| Drone              |                    |                                     |                                                             | |                    |                    |
| MQ-9 Reaper        | États-Unis         | Drone de surveillance et de combat  | 0 livré sur 4 commandés. Le premier sera livré en fin 2024. | MQ-9B SkyGuardian |                    |                    |

## Unités
[Quand ?]
- 1er Wing (Base aérienne de Beauvechain)

Le 1er Wing comprend actuellement quelque 1 900 personnes de tous grades et régimes linguistiques, réparties en trois groupes (Vol, Maintenance et Défense/Support) ainsi qu’une antenne médicale. L'escadrille de vol qui compose le 1er Wing est la 5e sur Marchetti.
En 2010 le Wing Heli a déménagé de la base aérienne de Bierset vers Beauvechain et fusionné avec le 1er Wing. Trois escadrilles y sont alors opérationnelles sur Agusta A109BA, la 15e escadrille OCTU (Operational Conversion and Training Unit), la 17e escadrille MRH (Multi-Role Helicopter) et la 18e escadrille MRH. Depuis 2014, la 18e escadrille vole sur le NH90 TTH (Troop Transport Helicopter).
La base de Beauvechain accueille également d’autres unités ou organismes tels que le Wing Météo, la Musique Royale de la Force Aérienne, le Field Accomodation Unit (FAU), l’ASD (Aviation Safety Directorate) pour ne citer que les plus importants.
- 2e Wing Tactique (Base aérienne de Florennes)

En 1942, l'organisation Todt entreprend la construction de l'aérodrome, pour le compte de la Luftwaffe qui l'utilisera principalement pour la chasse de nuit.
La base sera libérée, en 1944, par la 1re Division US (Big Red One). L'USAAF l'utilisera, jusqu'en 1945, pour des missions de bombardement.
En 1947, la Force Aérienne Belge s’installe à Florennes et y déploie au sein du 2e Wing la 1re et la 2e Escadrille équipées de Supermarine Spitfire. Ces avions seront remplacés par des F-84 Thunderjet en 1951, des F-84F Thunderstreak en 1955, des Mirage 5 BA, BR, BD en 1970 et par des F-16 en 1988.
Les escadrilles de vol de l'unité sont actuellement la 1re Escadrille et la 350e Escadrille, toutes deux sur F-16.
- 10e Wing Tactique (Base aérienne de Kleine-Brogel)

La base aérienne de Kleine Brogel, située dans le Nord de la province du Limbourg, est fondée en 1945 par les Alliés en vue, initialement, d’appuyer les opérations sur le Rhin.
En 1951, la Force Aérienne belge acquiert et fait définitivement usage du terrain. Deux ans plus tard, le 10 Wing situé jusqu’alors à Chièvres déménage à Kleine Brogel. Cette unité, spécialisée dans les différentes missions de bombardement, est constituée en 2009 de trois escadrilles : la 31e Escadrille, la 349e Escadrille et l'Operational Conversion Unit équipées de F-16.
- 15e Wing de Transport Aérien (Base aérienne de Melsbroek)

La mobilité et la flexibilité sont les deux exigences de base dans le cadre du nouveau contexte de sécurité, et à cet effet, le transport aérien tactique occupe une position clé.
Ces missions sont accomplies par le 15 Wing de Transport Aérien (Melsbroek), qui disposait, pour les missions tactiques, de 10 appareils Lockheed C-130 Hercules , retirés du service le 17 décembre 2021, ainsi que d’autres types d’appareils tels que l'Airbus A321, Dassault Falcon 20, Dassault Falcon 900, Embraer ERJ-135 et ERJ-145.
La mission du 15 Wing peut être résumée comme suit : "N'importe quoi, n'importe quand, n'importe où". En effet le 15 Wing transporte toutes sortes de frets et de passagers vers les endroits les plus variés du monde, à n'importe quel moment. Le 15 Wing et la 40 Escadrille Héli sont les seules unités de la Composante Aérienne qui, non seulement sont prêtes en permanence, mais aussi exécutent leurs tâches réelles en temps de paix.
- 40 Escadrille Héli (Base aérienne de Coxyde)

Le premier avril 1961 voit la naissance d'une nouvelle unité sur le terrain d'aviation de Coxyde : le "Flight Héli". Ce flight, équipé de cinq SIKORSKY HSS-1, reprit les activités des vedettes rapides en mer initialement prévues pour les recherches et sauvetages.

Pendant un certain laps de temps, deux de ces hélicoptères furent utilisés par force navale belge (actuellement dénommée Marine).

Un deuxième Flight Héli dont la mission était le transport sur courte distance de personnes et de matériel est incorporé. Celui-ci comprenait sept SIKORSKY S-58C fournis par la Société Anonyme Belge de la Navigation Aérienne (SABENA).
Le 1er avril 1971, le Flight de vol Hélicoptère changea de statut et devint une escadrille comprenant quatre Flights, avec en supplément une Flight "Marine" et un Flight de maintenance. Afin de pouvoir utiliser ces hélicoptères en survol marin, la force navale belge remplaça les SIKORSKY HSS-1 par des Alouette III. La première arrivera le 14 mars 1971 et la dernière le 29 avril de la même année.

Après trois années d'existence comme escadrille Héli, l'unité sera renommée du nom de 40 SQN Héli héritage de son prédécesseur l'Escadrille Transport. Celle-ci fut créée en avril 1954 sur le terrain d'aviation de Melsbroek et utilisait l'avion C-119 Flying Boxcar. Le 1er mai 1955 précisément, cette escadrille fut dissoute pour raison économique. Le 30 septembre 1959, cette unité fut reconstituée dans le cadre des émeutes se déroulant au Congo belge.
- 80 UAV Squadron (Base aérienne de Florennes)

C’est en décembre 1998 que le contrat d’achat du B-Hunter a été signé. Le 1er vol au-dessus de la Belgique a eu lieu le 27 mars 2001 à Elsenborn. L’année 2002 fut consacrée à la formation des premiers spécialistes UAV et à la livraison du système.
En 2003, l’accent a été mis sur l’entraînement et la qualification des équipages de vol, appelées Crews. Maintenant, la base de la 80 UAV Sqn se trouve à Florennes.
- Air Traffic Control Center (Semmerzake)

L'ATCC (Air Traffic Control Centre, centre de contrôle du trafic aérien) SEMMERZAKE assure le contrôle du trafic aérien militaire et la coordination entre l'aviation civile et militaire.
Cette tâche ne devint importante qu'au cours des 35 dernières années.
Auparavant, l'espace aérien à partir de 7 000 mètres appartenait aux avions de combat militaires.
Toutefois, l'arrivée des avions à réaction civils, dont l'altitude de croisière économique se situe au-dessus des 7 000 mètres, entraîna quelques changements.
Outre cette mission de coordination, l'ATCC SEMMERZAKE fournit une assistance aux avions en détresse et une aide lors de recherches.
En outre, il observe les migrations des oiseaux.
- Control and Reporting Centre

Le "Control and Reporting Center" (CRC) de Glons est la seule unité de la Composante Aérienne Belge étant, même en temps de paix, sous le commandement direct de l’OTAN.
Le centre radar de Glons est donc complètement intégré dans le système de défense aérienne de l’OTAN, s’étendant du nord de la Norvège jusqu’à l’est de la Turquie.
Les différentes stations radar constituant ce système, ainsi que leurs commandements centraux, sont reliés entre eux au moyen de liaisons "data" ainsi que d’appareils de communication.
En 2020, le CRC a déménagé dans les installations du 1er Wing de Beauvechain.
- Chenil Militaire de la Force Aérienne

La suspension du service militaire en 1991 engendra de nombreux problèmes.

D’un côté la mission des Forces Armées devait être modifiée, et ce dans le cadre d’une armée devenue professionnelle.

De l’autre côté le personnel devait également compenser le retrait des miliciens de certaines missions.

C’est en voulant résoudre ce problème que l’emploi des chiens connut un succès et une croissance continue.[pas clair]
- École de l'Aviation Légère
- Wing Météo

C'est en 1942, durant la Seconde Guerre mondiale, que fut créé en Angleterre, au sein de la Section Belge de la Royal Air Force, le Service Météorologique de la Défense Nationale.

Presque complètement dissous en 1946, à la suite des démobilisations massives qui marquèrent la fin de la guerre de 1940 - 1945, il prit le nom, en 1947, de Service Météorologique de la Force Aérienne et s'établit sur la base militaire d'Haren-Evere. Son commandement fut confié au Lieutenant d'Aviation F. Bastin.

### Effectifs
L'effectif affecté à cette arme a chuté avec la fin de la guerre froide

## Grades

### Officiers
| Officiers subalternes                     | Officiers subalternes |
| Désignation (rang OTAN)                   | Insigne               |
| ----------------------------------------- | --------------------- |
| Capitaine-commandant d'aviation (*) (OF3) |                       |
| Capitaine d'aviation (*) (OF2)            |                       |
| Lieutenant d'aviation (*) (OF1)           |                       |
| Sous-lieutenant d'aviation (*) (OF1)      |                       |

| Officiers supérieurs                    | Officiers supérieurs |
| Désignation (rang OTAN)                 | Insigne              |
| --------------------------------------- | -------------------- |
| Colonel d'aviation (*) (OF5)            |                      |
| Lieutenant-colonel d'aviation (*) (OF4) |                      |
| Major d'aviation (*) (OF3)              |                      |

| Officiers généraux                      | Officiers généraux |
| Désignation (rang OTAN)                 | Insigne            |
| --------------------------------------- | ------------------ |
| Général d'aviation (*) (OF9)            |                    |
| Lieutenant général d'aviation (*) (OF8) |                    |
| Général-major d'aviation (*) (OF7)      |                    |
| Général de brigade d'aviation (*) (OF6) |                    |

(*) : L'officier porte la qualité « aviateur » s'il est membre du personnel navigant au lieu « d'aviation ».

### Sous-officiers
| Sous-officiers subalternes | Sous-officiers subalternes |
| Désignation (rang OTAN)    | Insigne                    |
| -------------------------- | -------------------------- |
| Premier sergent-chef (OR6) |                            |
| Premier sergent (OR6)      |                            |
| Sergent (OR5)              |                            |

| Sous-officiers d'élite      | Sous-officiers d'élite |
| Désignation (rang OTAN)     | Insigne                |
| --------------------------- | ---------------------- |
| Adjudant (OR8)              |                        |
| Premier sergent-major (OR7) |                        |

| Sous-officiers supérieurs | Sous-officiers supérieurs |
| Désignation (rang OTAN)   | Insigne                   |
| ------------------------- | ------------------------- |
| Adjudant-major (OR9)      |                           |
| Adjudant-chef (OR9)       |                           |

### Volontaires
| Volontaires subalternes | Volontaires subalternes |
| Désignation (rang OTAN) | Insigne                 |
| ----------------------- | ----------------------- |
| Caporal (OR3)           |                         |
| Premier soldat (OR2)    |                         |
| Soldat (OR1)            |                         |
| Cadet                   |                         |

| Volontaires d'élite        | Volontaires d'élite |
| Désignation (rang OTAN)    | Insigne             |
| -------------------------- | ------------------- |
| Premier caporal-chef (OR4) |                     |
| Caporal-chef (OR4)         |                     |
|                            |                     |

## Patrouilles acrobatiques

### Acrobobs
Cette patrouille acrobatique, constituée de quatre appareils, évoluait sur Meteors F-8.
Elle fut créée en 1951 et donna sa première présentation le 18 mai 1952.
Elle fut reconnue comme l'une des meilleures patrouilles acrobatique européenne.
Les pilotes étaient le major Bobby Bladt, le capitaine Bill Oongena, le capitaine Dewulf, le lieutenant Deprins et le lieutenant Pierre Tonet.
Elle fut dissoute en 1956.
Le major Bobby Bladt fut le promoteur de la fondation des Diables Rouges en 1957.

### The Red Devils - Les Diables Rouges
Cette patrouille acrobatique débuta en 1957 sous impulsion du Major Bobby Bladt, alors fraîchement muté à Chièvres où il retrouve son ancien équipier des acrobobs, Pierre Tonet.
À l'occasion de l'exposition universelle de Bruxelles la « Belgian Air Force » voulait monter un meeting aérien d'une ampleur jamais atteinte et il fallait une patrouille de premier plan pour y représenter la Belgique. Ce fut la motivation de la création de cette patrouille qui figura parmi les meilleures.
À cette époque, elle évoluait sur Hawker Hunter F.4. Le 5 juillet 1959, au meeting de Gosselies, elle présenta 16 appareils évoluant en formation lors de leurs acrobaties. Elle utilisera par la suite des Hawker Hunter F.6.
Elle suspendra son existence le 4 octobre 1963 lors du retrait du service des Hunters.
Elle renaîtra de ses cendres en 1965, en évoluant cette fois sur Fouga Magister CM-170R. Ceux-ci avaient récemment été évacués de la base congolaise de Kamina.
Il s'agissait de l'avion d'entraînement intermédiaire entre l'avion à hélices et le jet de performance.
La formation comptait 8 appareils et donna sa première présentation le 27 juin 1965 à Brustem.
La crise pétrolière et les restrictions qu'elle impliqua força l'état-major à réduire la patrouille à deux appareils en 1972, trois appareils en 1973. De 1974 à leur dissolution en 1977, la patrouille évolua à 6 appareils.

### The Slivers
Cette patrouille acrobatique présentait un spectacle de virtuosité sur F-104G. Il s'agissait d'une présentation de vol synchronisé à basse altitude et à grande vitesse. Durant cette présentation les F-104G se croisaient à plus de 800 km/h à un endroit prédéfini et en effectuant chacun un tonneau. Ils effectuaient également des immelman, des loopings et d'autres figures, le tout, mutuellement en sens opposé, leur appareils venant en face à face. L'aspect exceptionnel de leur présentation résidait dans la grande vitesse d'évolution qui leur imposait des accélérations importantes et rendait le maintien de leur synchronisation très difficile.
Ils ont présenté leur spectacle durant de 1969 à 1975. Au total, ils ont donné 68 représentation dont 46 à l'étranger : France, Grande-Bretagne, Allemagne, Italie.
Ils donnèrent une dernière présentation publique le 21 juin 1975 et une toute dernière présentation pour les collègues, amis et membre de la famille le 11 juillet 1975.
Les pilotes étaient Steve Nuyts et Palmer De Vlieger.
Le nom de la patrouille est une allusion à la forme des F-104G et à l'impression qui se dégageait du show: « Slivers » signifie « écharde » et aussi « voler en éclats »

### Les Manchots
Cette patrouille évoluait sur SV4B. Elle était constituée de deux appareils. Les pilotes étaient le Commandant aviateur Jean Feyten et le Lieutenant Paul Christiaens. Tous deux étaient à cette époque moniteurs à l'école de pilotage élémentaire de la force aérienne (EPE).
Durant leur présentation, ils enchaînaient 24 figures acrobatiques en formation serrée et 8 changement de formation en 10 minutes avec une perte d'altitude de 400 mètres seulement.
Parmi les formations présentées figuraient les formations en ligne horizontale normale, inversée (deux appareils sur le dos) et alternée (un appareil seul sur le dos), les formations superposée normale et inversée ainsi que la formation miroir (l'avion supérieur est en vol dos). La distance moyenne entre les avions était de 30 à 35 cm.
La patrouille exista de 1965 à 1970.

### The Swallows
Cette patrouille acrobatique évoluait sur SIAI Marchetti SF.260. Elle s'est constituée en 1973 et évoluait alors avec deux appareils ; en 1976 et 1977, elle fut constituée de trois avions.
Leur spectacle comportait une première partie avec une démonstration de vol acrobatique en formation et une seconde partie consacrée au vol synchronisé.
La faible vitesse de SF.260 permettait des évolutions bien visibles du public mais, en cas de vent, compliquait la synchronisation des évolutions.
Plusieurs pilotes ont été membres de cette patrouille au fil des ans.
Le team a existé de 1970 à 1983, de 1995 à 1997. Des restrictions budgétaires furent la cause de leurs suppressions.

### Red Devils SF260
Cette patrouille acrobatique créée en 2009, évolue aussi sur SIAI SF-260 Marchetti. Le leader de la formation en 2011 est le commandant Alain Collard.
Son nom à l'origine était Hardship Red, mais en 2011 la patrouille est renommée the Red Devils.